# Charles Jewtraw
Charles Jewtraw (n. 5 mai 1900, New York, SUA – d. 26 ianuarie 1996, Palm Beach⁠(d), Florida, SUA) a fost un patinator de viteză ce a reprezentat Statele Unite ale Americii, medaliat olimpic. A participat la o ediție a Jocurilor Olimpice (1924) în care a câștigat o medalie de aur.

## Participări
Lista de mai jos prezintă principalele competiții la care a participat Charles Jewtraw de-a lungul carierei.
- Patinaj viteză la Jocurile Olimpice de iarnă din 1924 - 500 metri (masculin)